# Майбутній кільцевий колайдер

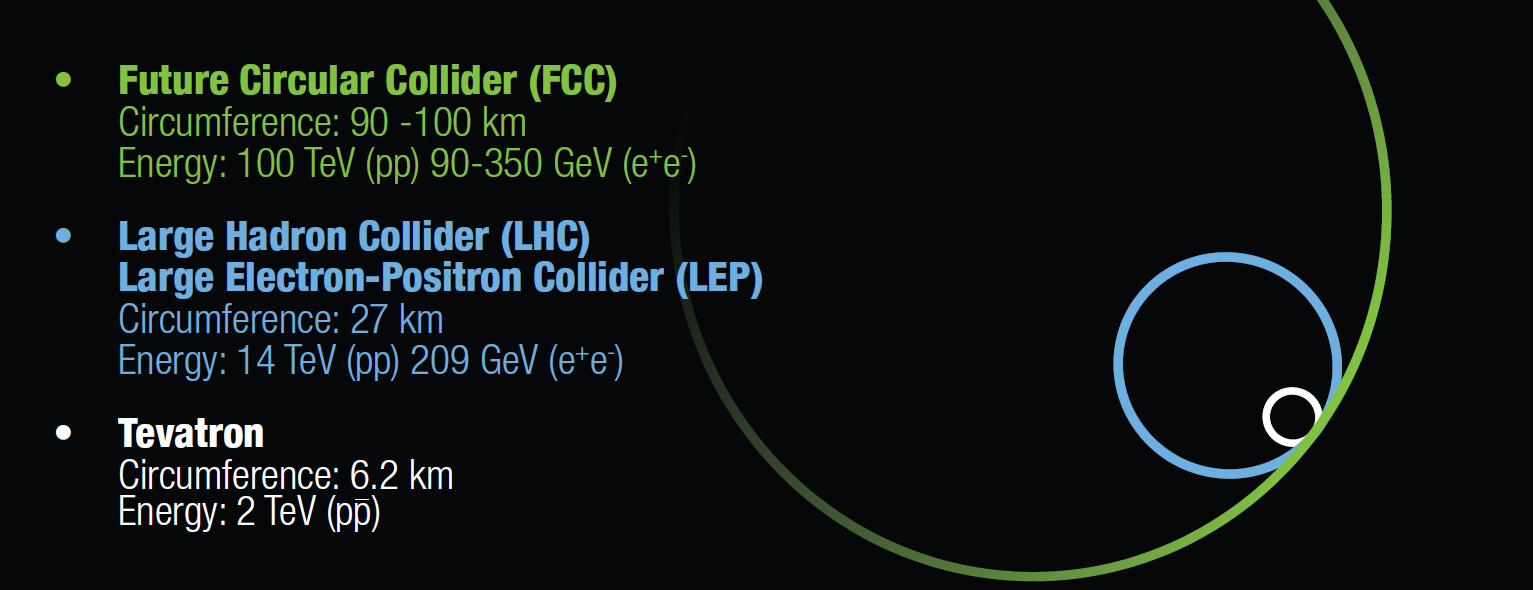

Майбутній кільцевий колайдер,
МКК (англ. Future Circular Collider) — проєкт розробки дизайну прискорювача заряджених частинок, що зможе замінити Великий адронний колайдер. Розробляється міжнародною дослідницькою організацією CERN разом зі 150-ма університетами. МКК знаходитиметься у кільцевому підземному тунелі довжиною 100 км, що пролягатиме на території Швейцарії та Франції. Конструкційно цей прискорювач буде циклічним колайдером, тобто два пучки заряджених частинок будуть багаторазово проганятися у ньому, прискорюючись та підвищуючи свою енергією, іноді зіштовхуючись у запланованих для цього місцях — детекторах.
Планується, що при введенні у нього частинок із енергією 3,3 тераелектронвольта (ТеВ) у пучку, під час зіткнення їх енергія у системі центру мас досягне 100 ТеВ. Це майже у 8 разів перевищуватиме енергію попередника. Також планується досягти світимості у 5-10·1034 см−2с−1.
Вивчається можливість зіткнення частинок у наступних конфігураціях:
- протон-протон (або важких іонів), hh (англ. hadron) — належать до адронів (баріони), мають однакову масу і заряд — при зіткненні утворюватимуться мільярди бозонів Хіггса та мільйони t-кварків. Розшириться можливість вивчення взаємодії бозона Хіггса та калібрувального бозона, що дозволить більш детально проаналізувати механізм Хіггса. Вдастся виявляти суперсиметричних партнерів глюонів та кварків. Можливо, з'явиться відповідь на питання: «Чому антиматерії значно менше, ніж матерії?»;
- електрон-позитрон, ee — належать до ферміонів (лептони), мають однакову масу і протилежний заряд — проміжний крок до адронного рівня. Енергія зіткнення становитиме 90-350 ГеВ. Дасть можливість вивчати W- і Z-бозони, привідкриє завісу над темною матерією, на яку припадає приблизно 26 % видимого Всесвіту та стерильні нейтрино;
- можливо, і адрон-лептон, he — мають різні масу і заряд — забезпечить зіткнення пучка протонів із енергією 50 ТеВ та електронів із енергією 60 ГеВ. Відкриє нові горизонти для фізики глибоко непружного розсіяння. Окрім бозонів Хіггса дозволить виявляти взаємодію «кварк/глюон».

## Плани щодо будівництва
На буріння та оформлення тунелю планується витратити $5,7 млрд. Надалі може знадобитися ще $4,6 млрд. на проміжну версію колайдера — з «електрон-позитронною» взаємодією (e-e). Для добудови фінальної версії (h-h) виділять ще $17 млрд. Якщо все піде за планом, МКК запустять у 2040 році.
У січні 2019 року Ілон Маск розказав, що керівник CERN говорив з ним про можливість буріння тунелю за допомогою компанії The Boring Company.